# Пояриш (Пезу-да-Регуа)
Поя́риш (порт. Poiares) — населённый пункт и район в Португалии, входит в округ Вила-Реал. Является составной частью муниципалитета Пезу-да-Регуа. По старому административному делению входил в провинцию Траз-уж-Монтиш и Алту-Дору. Входит в экономико-статистический субрегион Доуру, который входит в Северный регион. Население составляет 918 человек на 2001 год. Занимает площадь 11,80 км².
Покровителем района считается Архангел Михаил (порт. São Miguel Arcanjo).